# La fuerza de su mirada
La fuerza de su mirada es una novela de horror y fantasía escrita en 1989 por Tim Powers. Fue nominada aunque no ganó al Premio World Fantasy a la mejor novela. Ganó el Mythopoeic Fantasy Award de 1990 y un Premio Locus Poll. Como otras muchas novelas de Powers, propone una historia secreta en la que los acontecimientos reales tienen una causa sobrenatural: en este caso las vidas de famosos escritores románticos del siglo XIX y acontecimientos políticos en Europa central que han sido influenciados por una raza de criaturas cambiantes semejantes a los vampiros.
Partiendo de la mitología europea y del Oriente Medio, Tim Powers describe a estos seres con características de vampiros súcubos, íncubos, lamias, hadas y genios. No sólo son depredadores, sino que en ciertas ocasiones se han convertido en benefactores de los humanos, constituyendo los orígenes de Musas y Grayas.
Entre las personas, acontecimientos y obras literarias que aparecen en la novela se incluyen:
- Lord Byron y su participación en el movimiento de los Carbonarios
- Percy Bysshe Shelley
- Mary Shelley, su novela Frankenstein, y su hermanastra Claire Clairmont
- John Keats y su poema "Lamia"
- John Polidori (Powers no menciona su influyente historia "El Vampiro", posiblemente una deliberada e irónica omisión debido al destino de Polidori en la novela).
- Leigh Hunt
- François Villon

La inspiración de los elementos de la novela están obtenidos principalmente del Frankenstein de Mary Shelley y un relato corto de Prosper Mérimée, La Venus d'Ille.

## Sinopsis
La trama se centra en torno a la historia de Michael Crawford. En la víspera de su segundo matrimonio con Julia, inadvertidamente coloca su anillo de bodas en la mano de una estatua en un jardín. Cuando se acerca a recogerlo descubre que la estatua ha desaparecido misteriosamente.
Michael se casa con Julia. Josephine, la hermana de Julia, está presente como la dama de honor, pero se niega a completar el rito del matrimonio y la pareja de recién casados se retira para su luna de miel. La pareja disfruta de su primera noche juntos y Michael se despierta algo más tarde, con alguien que le está haciendo el amor. Aunque Michael cree que se trata de su esposa, al despertar a la mañana descubre el cuerpo horriblemente despedazado de su esposa a su lado en la cama. Huye perseguido por los invitados, que creen que es un asesino, y durante la persecución pierde su dedo índice izquierdo por un disparo de pistola.
Michael Crawford regresa a Londres bajo el disfraz de un estudiante de medicina. Bajo esta fachada se encuentra con John Keats, que también estudia esa disciplina. Keats bajo a marcharse y Crawford es elegido para sustituirlo. En un paseo por Londres, Keats y Crawford descubren a un sacerdote que aparentemente está bebiendo sangre de un cuerpo moribundo. Keats persigue al sacerdote, pero en ese momento una mujer con el aspecto de la estatua del jardín aparece y salva a Crawford de un disparo de Josephine, que desea venganza por la muerte de su hermana.
Keats y Crawford visitan una taberna donde se encuentran una especie de bebedores de sangre llamados "neffys". Keats hace lo que puede para ayudar a Crawford a comprender su nuevo estado. Se encuentra "vampirizado" por una especie de criatura a la que ha tomado como esposa después de colocar su anillo de bodas. Para ayudar a Crawford, Keats le aconseja que viaje a los Alpes, donde le dice que puede que se deshaga de su esposa.
Michael Crawford viaja en barco hasta Suiza. Crawford se encuentra con un extraño vagabundo llamado Deloge en una aldea francesa. DeLoges también ha sido vampirizado como Crawford y le pide que le ayude a ahogarse, pero Crawford se niega y huye.
Michael se encuentra con Lord Byron, Claire Clarmont, Polidori y Percy y Mary Shelley. Crawford sucumbe al encanto de su "esposa" y como resultado se encuentra incapaz de caminar bajo la luz del sol. Los nuevos compañeros de Crawford también se encuentran vampirizados de forma similar y deciden escalar a las altas montañas de los Alpes donde se dice que podrán deshacerse de su carga. Crawford y Byron llegan a la cima tras ser acosados por varias criaturas y están a punto de sucumbir en una avalancha pero son salvados in extremis por Josephine, que sigue persiguiendo a Michael.
Desde este momento Crawford, en compañía de Shelley y Byron, viaja por Italia combatiendo la influencia de vampiros y lamias, y acude a Venecia, donde se encuentra uno de los principales lugares de influencia de esas criaturas. La intención de Crawford y sus compañeros es liberar el mundo de la influencia de las criaturas y conseguir libertad para sí mismo y sus seres queridos.